# The Rocker - Il batterista nudo
The Rocker - Il batterista nudo (The Rocker) è un film del 2008 diretto da Peter Cattaneo.
Gli interpreti principali sono Rainn Wilson, Teddy Geiger, Emma Stone, Christina Applegate e Will Arnett. È stato distribuito a partire dal 20 agosto 2008. In Italia è stato distribuito dalla 20th Century Fox dal 19 settembre dello stesso anno.

## Trama
Robert "Fish" Fishman era negli anni ottanta il batterista dei Vesuvius, una promettente band glam metal. Al termine di un'esibizione dal vivo, i componenti vengono convocati nel backstage dal loro manager per parlare di affari. Mentre questi manda Fish a prendere le birre, propone ai suoi colleghi di cacciarlo per inserire il nipote del proprietario della major discografica, che offrirà loro un redditizio contratto se verranno rispettati i patti. All'inizio i musicisti non sembrano intenzionati a piantare in asso il loro amico, ma alla fine cedono al compromesso, dopo che il manager offre loro l'apertura di un concerto del loro gruppo preferito, i Whitesnake.
Passano vent'anni e, mentre i Vesuvius sono ormai un gruppo di grande fama, Fish non riesce a trovare un'occupazione stabile; il ricordo del suo allontanamento dalla band continua a turbarlo. Licenziato ancora una volta e rimasto solo, viene ospitato dalla sorella in attesa che trovi un nuovo lavoro. Suo nipote Matt, adolescente timido e introverso, è il tastierista di una band, gli A.D.D. (chiamati così da Attention Deficit Disorder, disordine da deficit dell'attenzione), che ha da poco perso il proprio batterista dopo che questi è stato sospeso da scuola. Il gruppo ha solamente pochi giorni di tempo per poter provare i pezzi per il ballo della scuola e si preparano a varie audizioni che si riveleranno fallimentari.
Matt, non avendo altre possibilità, propone a suo zio di entrare nel gruppo. Il sogno di Fish è sempre stato quello di diventare famoso nel mondo della musica e pensa di poterci riuscire ripartendo da zero, suonando nel gruppo di suo nipote. A causa però della sua personalità eccentrica e troppo estroversa, Fish non è gradito agli altri membri - il cantante e chitarrista Curtis e la bassista Amelia -  tanto che tra di loro si creerà un forte astio. Però sarà proprio il batterista a dare maggior visibilità agli A.D.D., organizzando serate ed entrando in contatto con il business musicale.
Grazie al suo carisma e alla diffusione dei loro pezzi su YouTube (dove Fish si guadagnerà il soprannome di "batterista nudo"), gli A.D.D. diventeranno un gruppo famoso, che darà anche un'occasione a Fish di reincontrare faccia a faccia la sua band di un tempo, i Vesuvius. Avendo rinunciato a farla pagare ai suoi amici di allora, egli augura loro un buon concerto. Gli A.D.D. aprono il concerto dei Vesuvius, che però fanno una pessima figura: si scopre che stanno suonando in playback. Il gruppo se ne va, mentre il pubblico richiama a gran voce gli A.D.D. perché salgano sul palco a suonare ancora.

### Cameo
L'uomo alla fermata dell'autobus che legge la rivista Rolling Stone con i Vesuvius in copertina, è interpretato da Pete Best, ex batterista dei Beatles, che ha avuto lo stesso destino di Fish.

## Colonna sonora
La colonna sonora del film è tutta composta dalle canzoni degli A.D.D. e dei Vesuvius. Gli A.D.D. hanno anche realizzato due cover per il film: Nothin' But a Good Time dei Poison e In Your Eyes di Peter Gabriel.
Le tracce Bitter e I'm So Bitter sono due interpretazioni differenti della stessa canzone, ma Bitter ha un ritmo più veloce e il testo è stato leggermente modificato.
1. Teddy Geiger – Tomorrow Never Comes – 4:06 (Chad Fischer)
2. Teddy Geiger – Bitter – 2:38 (Chad Fischer)
3. Teddy Geiger – Living for the First Time – 3:27 (Christopher Faizi / Ferraby Lionheart)
4. Teddy Geiger – Down – 3:22 (Christopher Faizi / Ferraby Lionheart)
5. Teddy Geiger – Great Escape – 2:27 (Chad Fischer)
6. Teddy Geiger – Coming Through in Stereo – 3:07 (Chad Fischer / Patrick Houlihan)
7. Teddy Geiger – Nothin' but a Good Time – 3:32 (CC Deville / Bret Michaels / Richard Ream / Robert Kuykendall)
8. Teddy Geiger – Too Far – 3:25 (Chad Fischer)
9. Teddy Geiger – I'm So Bitter – 3:03 (Chad Fischer)
10. Vesuvius – Promised Land – 3:39 (Chad Fischer / Tim Bright / Chris Link)
11. Vesuvius – Pompeii Nights – 2:38 (Chad Fischer / Chicken / Tim Bright / Chris Link)
12. Chad Fischer – The Rocker Score Suite – 3:28 (Chad Fischer)
13. Europe – The Final Countdown – 4:03 (Joey Tempest & Europe)